# إنريكي فيلا-ماتاس

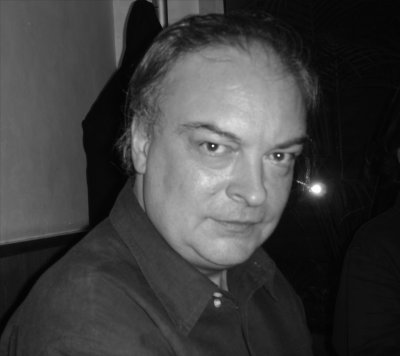
إنريكي فيلا-ماتاس

إنريكي فيلا-ماتاس (بالإسبانية: Enrique Vila-Matas) ـ (ولد في برشلونة في 31 مارس 1948) هو روائي إسباني، له العديد من المؤلفات الحائزة على جوائز والمترجمة إلى نحو ثلاثين لغة.

## الجوائز والتكريم
- وسام جوقة الشرف من رتبة فارس (فرنسا)
- الدكتوراه الفخرية من جامعة الأنديز في فنزويلا.
- جائزة رومولو غاييغوس (فنزويلا، 2001)
- جائزة الأكاديمية الملكية الإسبانية (2006)
- جائزة خوان رولفو للآداب لدول أمريكا اللاتينية ومنطقة البحر الكاريبي (2015)[3]
- جائزة كتالونيا الوطنية (2016)

## روابط خارجية
- إنريكي فيلا-ماتاس على موقع IMDb (الإنجليزية)
- إنريكي فيلا-ماتاس على موقع مونزينجر (الألمانية)